# Bình Nguyên Vương
Bình Nguyên Vương (trị vì 559—590) là quốc vương thứ 25 của Cao Câu Ly. Tên húy của ông là Dương Thành. Các sử gia tán thành rộng rãi về thời gian trị vì của Bình Nguyên Vương, song năm sinh của ông không rõ ràng. Các sử gia cho rằng ông là con trai cả của Dương Nguyên Vương và trở thành thái tử năm 557, hai năm trước khi lên ngôi. Ông được cho là người can đảm, có kỹ năng cưỡi ngựa và bắn cung.
Thời điểm này, vương quyền đã bị tầng lớp quý tộc làm cho xói mòn đáng kể. Lo lắng cho người dân, ông khuyến khích phát triển nông nghiệp và nghề nuôi tằm cũng như giảm bớt các món ăn của hoàng gia.
Ông duy trì mối quan hệ căng thẳng song tương đối hòa bình với Đột Quyết và các triều đại Trung Quốc, từng có một cuộc chiến ngắn với Bắc Chu tại bán đảo Liêu Đông năm 577. Ông thường xuyên gửi triều cống đến Trần, Bắc Tề, Bắc Chu và Tùy. Khi nhà Tùy thống nhất Trung Hoa, Bình Nguyên Vương đã chuẩn bị cho một cuộc chiến sắp nổ ra.
Biên giới phía nam tương đối yên bình nhờ việc liên minh giữa hai nước Tân La-Bách Tế tan vỡ. Năm 586, ông phái quân Cao Câu Ly tái chiếm nhiều thành trì ở vùng đông bắc Tân La (đời vua Tân La Chân Bình Vương). Sau đó ông dời đô về thành Jangan (Trường An).
Năm 590, quốc vương nhận được tin rằng nhà Trần (Trung Quốc) đã sụp đổ và đặt Cao Câu Ly trước báo động lớn. Để phục vụ cho mục đích phòng thủ, ông lệnh cho quân đội huấn luyện và tăng cường hậu cần quân sự.
Thời gian trị vì Cao Câu Ly của Bình Nguyên Vương kết thúc vào năm 590, tức năm ông qua đời theo Tam quốc sử ký, song không có tài liệu cụ thể nào xác minh việc này.